# 1990 في الإمارات العربية المتحدة
فيما يلي قوائم الأحداث التي وقعت خلال عام 1990 في الإمارات العربية المتحدة.

## سياسة

### تعيين في المنصب
- 7 أكتوبر – مكتوم بن راشد آل مكتوم رئيس وزراء الإمارات العربية المتحدة  [لغات أخرى]‏.

### انتهاء فترة المنصب
- 7 أكتوبر – راشد بن سعيد آل مكتوم قائمة رؤساء الوزارة بالإمارات، رئيس وزراء الإمارات العربية المتحدة  [لغات أخرى]‏.

## ظهور
- 1 يناير – أروى

## مواليد

### يناير
- 1 يناير – مسلم فايز لاعب كرة قدم إماراتي.
- 28 يناير – أحمد علي لاعب كرة قدم إماراتي.

### فبراير
- 21 فبراير – داوود سليمان لاعب كرة قدم إماراتي.
- 22 فبراير – محمد فوزي لاعب كرة قدم إماراتي.[1]

### أبريل
- 1 أبريل – إبراهيم قنبر لاعب كرة قدم إماراتي.
- 15 أبريل – لاحج النوفلي

### مايو
- 8 مايو – عبد الله مراد
- 19 مايو – طارق الخديم[2]

### يونيو
- 7 يونيو – خالد شماريخ لاعب كرة قدم إماراتي.
- 17 يونيو – عبد العزيز فايز لاعب كرة قدم إماراتي.
- 28 يونيو – سعود سهيل

### يوليو
- 6 يوليو – ذياب عوانة لاعب كرة قدم إماراتي.
- 6 يوليو – عبد الله نيني الشحي لاعب كرة قدم إماراتي.
- 9 يوليو – بندر الأحبابي لاعب كرة قدم إماراتي.[3]
- 10 يوليو – يعقوب البلوشي
- 17 يوليو – سعد سرور لاعب كرة قدم إماراتي.

### أغسطس
- 21 أغسطس – فهد خلفان لاعب كرة قدم إماراتي.
- 24 أغسطس – راشد عيسى لاعب كرة قدم إماراتي.[4]

### سبتمبر
- 10 سبتمبر – عبد العزيز هيكل لاعب كرة قدم إماراتي.[5]
- 26 سبتمبر – ريم المرزوقي مهندسة ومخترعة إماراتية.

### أكتوبر
- 5 أكتوبر – علي مبخوت لاعب كرة قدم إماراتي.[6]
- 13 أكتوبر – محمد علي عايض[7]
- 19 أكتوبر – حسن إبراهيم صقر لاعب كرة قدم إماراتي.[8]
- 25 أكتوبر – محسن الهاشمي لاعب كرة قدم إماراتي.
- 27 أكتوبر – محمد برغش لاعب كرة قدم إماراتي.

### نوفمبر
- 11 نوفمبر – حبيب الفردان لاعب كرة قدم إماراتي.[9]
- 19 نوفمبر – وليد اليماحي لاعب كرة قدم إماراتي.
- 28 نوفمبر – عزة بسباس مبارزة بالسيف تونسية.[10]

## وفيات

### أكتوبر
- 7 أكتوبر – راشد بن سعيد آل مكتوم (مواليد 1912) سياسي إماراتي.[11]